# Stephanopis quinquetuberculata
Stephanopis quinquetuberculata är en spindelart som först beskrevs av Władysław Taczanowski 1872.  Stephanopis quinquetuberculata ingår i släktet Stephanopis och familjen krabbspindlar. Inga underarter finns listade i Catalogue of Life.